# آلان رايموند
آلان رايموند هو لاعب هوكي الجليد كندي، ولد في 24 يونيو 1965 في ريموسكي في كندا.

## وصلات خارجية
- آلان رايموند على موقع دوري الهوكي الوطني (الإنجليزية)
- آلان رايموند على موقع EliteProspects.com (الإنجليزية)
- آلان رايموند على موقع HockeyDB.com (الإنجليزية)